# David J. Malan
David J. Malan é Professor Gordon McKay de Prática da Ciência da Computação na Universidade de Harvard. Malan é mais conhecido por ser um dos professores do Computer Science 50 (CS50), que é o maior curso tanto de Harvard quanto da Universidade Yale e o maior Curso Online Aberto e Massivo da plataforma edX com suas palestras tendo sido visualizadas por mais de um milhão de pessoas até o ano de 2017.
Malan é um membro do corpo docente da Escola de Engenharia e Ciências Aplicadas John A. Paulson de Harvard onde suas pesquisas têm como interesse a cibersegurança, computação forense, botnets, educação científica, ensino a distância, aprendizagem colaborativa, e a tecnologia assistencial. Malan é também um membro ativo da associação SIGCSE, um Grupo de Interesse Especial preocupado com a educação científica e organizado pela Associação para Maquinaria da Computação.

## Educação
Malan matriculou-se na Universidade Harvard inicialmente estudando Governo e fazendo parte do CS50 do outono de 1996 que naquele tempo era ministrado por Brian Kernighan. Inspirado por Kernighan, Malan começou sua jornada como estudante de Ciência da Computação, graduando-se com com um Bacharelado de Ciência em Ciência da Computação no ano de 1999. Após um período trabalhando fora da academia, ele retornou à sua pós-graduação para em seguida completar um Mestrado em Ciências no ano de 2004, seguido de um Doutorado em Filosofia em 2007 pelas suas pesquisas sobre cibersegurança e forense computacional supervisionadas por Michael D. Smith.

## Como professor
Malan é conhecido por ensinar no CS50, um curso introdutório à Ciência da Computação para alunos de graduação e não alunos que busca desenvolver habilidades de pensamento computacional, utilizando ferramentas como Scratch, C, Python, SQL e JavaScript. Desde 2016 o curso conta com 800 calouros matriculados em Harvard por ano, tornando-o o maior curso da universidade. O CS50 também está disponível na plataforma edX com o nome de CS50x, possuindo mais de um milhão de visualizações em suas palestras. Todas as palestras estão disponíveis gratuitamente e licenciadas com base no reuso com atribuições através do OpenCourseWare, existindo o cs50.tv como exemplo. O CS50 também existe como CS50 AP (Advanced Placement), uma adaptação criada para o ensino médio que satisfaz os AP Computer Science Principles da College Board.
Além do CS50, Malan também leciona na Escola de Extensão de Harvard e Escola de Verão de Harvard. Antes de ensinar em Harvard, Malan era professor de matemática e ciência da computação na escola Franklin High School e na Universidade Tufts.

## Carreira e pesquisa
Malan trabalhou para a Mindset Media, LLC de 2008 a 2011 como Diretor de Informática, onde ele era responsável por anunciar a segurança, capacidade e escalabilidade da rede. De 2001 a 2002 ele trabalou para a AirClic como um Gerente de Engenharia.
Malan foi também Fundador e Presidente do Conselho de Administração da Diskaster, uma empresa que oferecia a recuperação profissional dos dados de discos rígidos e cartões de memória, além de investigações forenses para assuntos civis.
Durante a sua graduação, Malan trabalhou meio período para o escritório do Promotor do Condado de Middlesex (Virgínia) como investigador forense, após disso ele fundou suas duas startups. Desde 2003, ele é um medical technician (EMT-B) voluntário para os serviços de emergência médica do MIT. Hoje, ele continua como um EMT-B voluntário para a Cruz Vermelha Americana.